# París-Niza
La París-Niza (oficialmente Paris-Nice), también conocida como la Carrera hacia el Sol, es una vuelta por etapas profesional de ciclismo en ruta que se disputa a lo largo de la geografía francesa. Recorre un trayecto desde la región Isla de Francia (conocida como Región parisina)  hasta la región de Provenza-Alpes-Costa Azul, acabando normalmente en la ciudad de Niza o en el puerto de Col d'Èze. Se celebra tradicionalmente a mediados de marzo y pertenece al calendario UCI WorldTour, máxima categoría de las carreras profesionales.
Es conocida como la Carrera hacia el Sol por la mejora meteorológica que suele acompañar el tránsito de la carrera del norte al sur. Los ciclistas con más victorias en la París-Niza son Sean Kelly con siete y Jacques Anquetil con cinco.

## Historia
Albert Lejeune, director del periódico Le Petit Niçois, creó la carrera en 1933. Debido a la Segunda Guerra Mundial, la París-Niza desaparece tras la edición de 1939. En mayo de 1946 se vuelve a celebrar, pero no tiene continuidad los años siguientes.
En 1951, el periodista Jean Leulliot recupera la carrera, que desde entonces se disputa ininterrumpidamente cada mes de marzo. Entre 1951 y 1953, toma el nombre de Paris-Côte-d'Azur. En 1954, retoma el nombre original de París-Niza, que sólo se modifica en 1959 cuando se disputa como París-Niza-Roma. Esta fue la edición más larga de la historia de la carrera, con 1955 km recorridos en 11 etapas.
Desde 1982 hasta 1999, Josette Leulliot, hija de Jean Leulliot, asume la dirección de la carrera, que es traspasada a Laurent Fignon en 2000 y 2001. Desde 2002, la París-Niza es propiedad de la sociedad ASO, organizadora del Tour de Francia y el París-Dakar entre otros eventos deportivos.
Desde su creación, la París-Niza ha sido una de las pruebas más importantes del calendario y, por ello, entre sus ganadores se encuentra un gran número de ciclistas ilustres, entre los que destacan Sean Kelly (vencedor de 7 ediciones consecutivas de 1982 a 1988), Jacques Anquetil, Fred De Bruyne, Eddy Merckx, Raymond Poulidor, Joop Zoetemelk, Miguel Induráin, Tony Rominger, Laurent Jalabert o Alberto Contador.

### Recorrido
A pesar de su nombre, la carrera no siempre comienza en París, sino en ciudades cercanas o del sur de la capital francesa. Desde 1998 hasta el 2010, la última etapa finalizó en el paseo de los Ingleses de Niza. Con anterioridad, desde 1973 hasta 1995, la carrera terminaba en una cronoescalada al col d'Èze. Como transición, las ediciones de 1996 y 1997 finalizaron con un sector contrarreloj entre Antibes y Niza. La última o penúltima etapa suele tener un largo recorrido de montaña pasando por La Turbie y el col d'Eze. Otro fin de etapa habitual es el Mont Faron, en las cercanías de Toulon. En la edición de 2012 se recuperó la cronoescalada al col d'Eze como etapa final.

## Palmarés

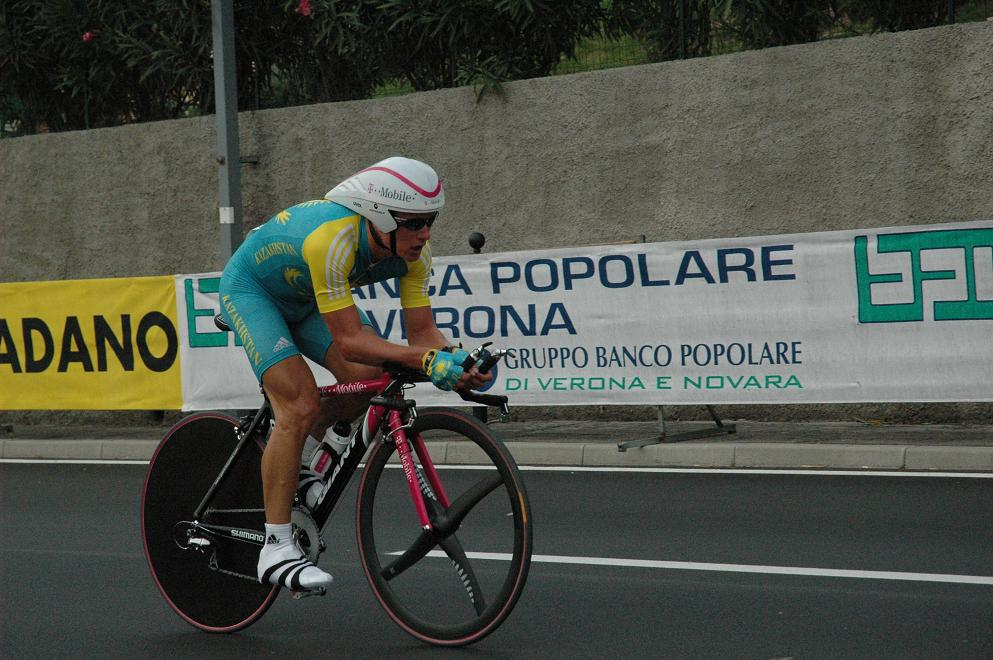
Alexander Vinokourov, ganador de las ediciones de 2002 y 2003.

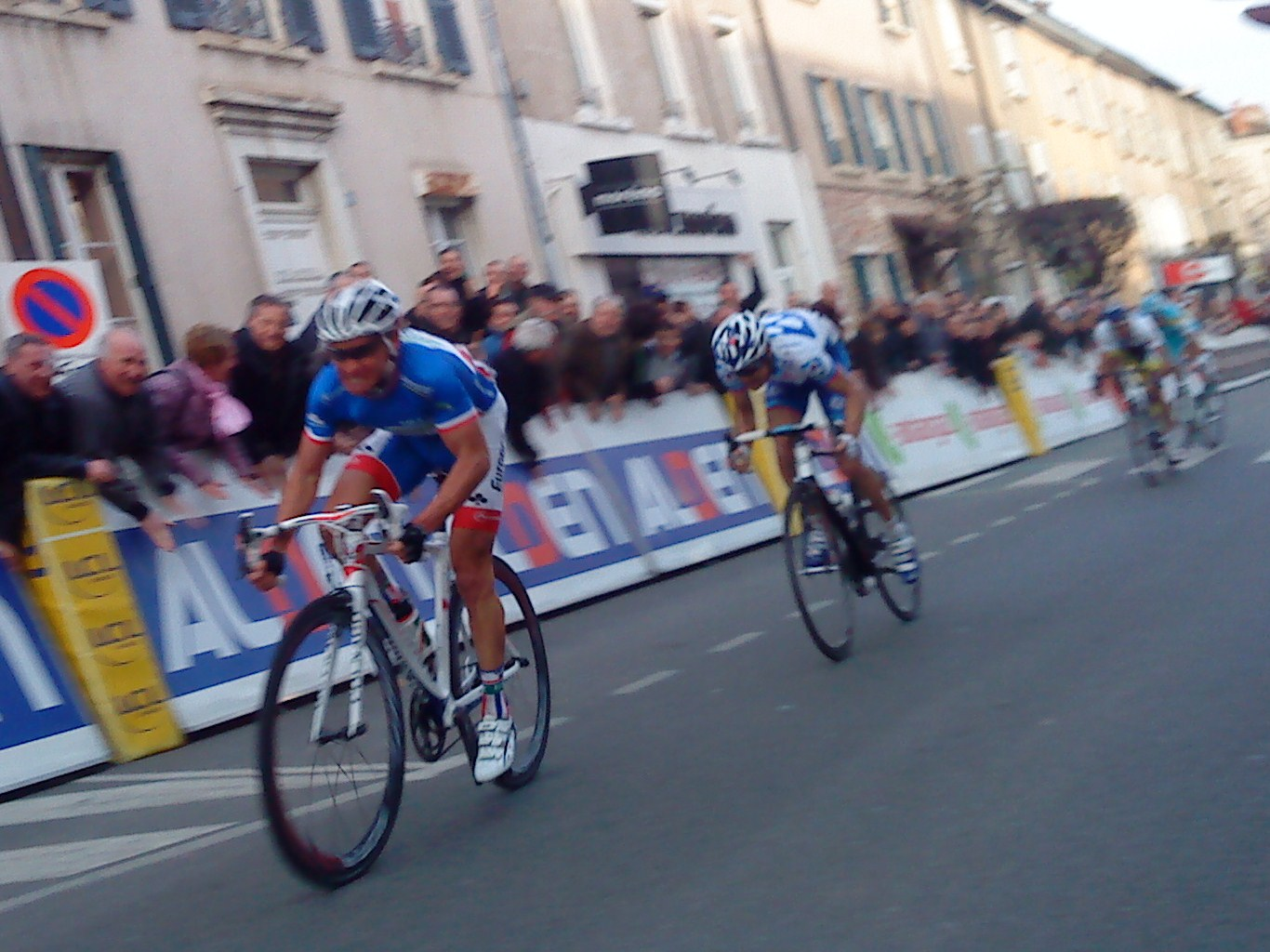
Thomas Voeckler, ganador de la cuarta etapa de la París-Niza 2011.

| Año                                                          | Ganador                 | Segundo                 | Tercero                 |
| ------------------------------------------------------------ | ----------------------- | ----------------------- | ----------------------- |
| 1933                                                         | Alphonse Schepers       | Louis Hardiquest        | Benoît Faure            |
| 1934                                                         | Gaston Rebry            | Roger Lapébie           | Maurice Archambaud      |
| 1935                                                         | René Vietto             | Antoine Dignef          | Raoul Lesueur           |
| 1936                                                         | Maurice Archambaud      | Jean Fontenay           | Alfons Deloor           |
| 1937                                                         | Roger Lapébie           | Sylvain Marcaillou      | Albert van Schendel     |
| 1938                                                         | Jules Lowie             | Albertin Disseaux       | Antoon van Schendel     |
| 1939                                                         | Maurice Archambaud      | Frans Bonduel           | Gerard Desmet           |
| 1940-1945 ediciones suspendida por la Segunda Guerra Mundial |                         |                         |                         |
| 1946                                                         | Fermo Camellini         | Maurice De Muer         | Frans Bonduel           |
| 1947-1950 ediciones suspendidas                              |                         |                         |                         |
| 1951                                                         | Roger Decock            | Lucien Teisseire        | Kléber Piot             |
| 1952                                                         | Louison Bobet           | Donato Zampini          | Raymond Impanis         |
| 1953                                                         | Jean-Pierre Munch       | Roger Walkowiak         | Roger Bertaz            |
| 1954                                                         | Raymond Impanis         | Nello Lauredi           | Francis Anastasi        |
| 1955                                                         | Jean Bobet              | Pierre Molinéris        | Bernard Gauthier        |
| 1956                                                         | Fred de Bruyne          | Pierre Barbotin         | François Mahé           |
| 1957                                                         | Jacques Anquetil        | Désiré Keteleer         | Jean Brankart           |
| 1958                                                         | Fred de Bruyne          | Pasquale Fornara        | Germain Derycke         |
| 1959                                                         | Jean Graczyk            | Gérard Saint            | Pierino Baffi           |
| 1960                                                         | Raymond Impanis         | François Mahé           | Robert Cazala           |
| 1961                                                         | Jacques Anquetil        | Joseph Groussard        | Jef Planckaert          |
| 1962                                                         | Jef Planckaert          | Tom Simpson             | Rolf Wolfshohl          |
| 1963                                                         | Jacques Anquetil        | Rudi Altig              | Rik Van Looy            |
| 1964                                                         | Jan Janssen             | Jean Claude Annaert     | Jean Forestier          |
| 1965                                                         | Jacques Anquetil        | Rudi Altig              | Italo Zilioli           |
| 1966                                                         | Jacques Anquetil        | Raymond Poulidor        | Vittorio Adorni         |
| 1967                                                         | Tom Simpson             | Bernard Guyot           | Rolf Wolfshohl          |
| 1968                                                         | Rolf Wolfshohl          | Ferdinand Bracke        | Jean-Louis Bodin        |
| 1969                                                         | Eddy Merckx             | Raymond Poulidor        | Jacques Anquetil        |
| 1970                                                         | Eddy Merckx             | Luis Ocaña              | Jan Janssen             |
| 1971                                                         | Eddy Merckx             | Gösta Pettersson        | Luis Ocaña              |
| 1972                                                         | Raymond Poulidor        | Eddy Merckx             | Luis Ocaña              |
| 1973                                                         | Raymond Poulidor        | Joop Zoetemelk          | Eddy Merckx             |
| 1974                                                         | Joop Zoetemelk          | Alain Santy             | Eddy Merckx             |
| 1975                                                         | Joop Zoetemelk          | Eddy Merckx             | Gerrie Knetemann        |
| 1976                                                         | Michel Laurent          | Hennie Kuiper           | Luis Ocaña              |
| 1977                                                         | Freddy Maertens         | Gerrie Knetemann        | Jean-Luc Vandenbroucke  |
| 1978                                                         | Gerrie Knetemann        | Bernard Hinault         | Joop Zoetemelk          |
| 1979                                                         | Joop Zoetemelk          | Sven-Åke Nilsson        | Gerrie Knetemann        |
| 1980                                                         | Gilbert Duclos-Lassalle | Stephan Mutter          | Gerrie Knetemann        |
| 1981                                                         | Stephen Roche           | Adrie van der Poel      | Alfons De Wolf          |
| 1982                                                         | Sean Kelly              | Gilbert Duclos-Lassalle | Jean-Luc Vandenbroucke  |
| 1983                                                         | Sean Kelly              | Jean-Marie Grezet       | Steven Rooks            |
| 1984                                                         | Sean Kelly              | Stephen Roche           | Bernard Hinault         |
| 1985                                                         | Sean Kelly              | Stephen Roche           | Frédéric Vichot         |
| 1986                                                         | Sean Kelly              | Urs Zimmermann          | Greg LeMond             |
| 1987                                                         | Sean Kelly              | Jean-François Bernard   | Laurent Fignon          |
| 1988                                                         | Sean Kelly              | Ronan Pensec            | Julián Gorospe          |
| 1989                                                         | Miguel Induráin         | Stephen Roche           | Marc Madiot             |
| 1990                                                         | Miguel Induráin         | Stephen Roche           | Luc Leblanc             |
| 1991                                                         | Tony Rominger           | Laurent Jalabert        | Martial Gayant          |
| 1992                                                         | Jean-François Bernard   | Tony Rominger           | Miguel Induráin         |
| 1993                                                         | Alex Zülle              | Laurent Bezault         | Pascal Lance            |
| 1994                                                         | Tony Rominger           | Jesús Montoya           | Viacheslav Yekímov      |
| 1995                                                         | Laurent Jalabert        | Vladislav Bóbrik        | Alex Zülle              |
| 1996                                                         | Laurent Jalabert        | Lance Armstrong         | Chris Boardman          |
| 1997                                                         | Laurent Jalabert        | Laurent Dufaux          | Santi Blanco            |
| 1998                                                         | Frank Vandenbroucke     | Laurent Jalabert        | Marcelino García Alonso |
| 1999                                                         | Michael Boogerd         | Markus Zberg            | Santiago Botero         |
| 2000                                                         | Andreas Klöden          | Laurent Brochard        | Paco Mancebo            |
| 2001                                                         | Dario Frigo             | Raimondas Rumsas        | Peter van Petegem       |
| 2002                                                         | Alekszandr Vinokurov    | Sandy Casar             | Laurent Jalabert        |
| 2003                                                         | Alekszandr Vinokurov    | Mikel Zarrabeitia       | Davide Rebellin         |
| 2004                                                         | Jörg Jaksche            | Davide Rebellin         | Bobby Julich            |
| 2005                                                         | Bobby Julich            | Alejandro Valverde      | Tino Zaballa            |
| 2006                                                         | Floyd Landis            | Patxi Vila              | Antonio Colom           |
| 2007                                                         | Alberto Contador        | Davide Rebellin         | Luis León Sánchez       |
| 2008                                                         | Davide Rebellin         | Rinaldo Nocentini       | Yaroslav Popovych       |
| 2009                                                         | Luis León Sánchez       | Fränk Schleck           | Sylvain Chavanel        |
| 2010                                                         | Alberto Contador        | Luis León Sánchez       | Roman Kreuziger         |
| 2011                                                         | Tony Martin             | Andreas Klöden          | Bradley Wiggins         |
| 2012                                                         | Bradley Wiggins         | Lieuwe Westra           | Alejandro Valverde      |
| 2013                                                         | Richie Porte            | Andrew Talansky         | Jean-Christophe Péraud  |
| 2014                                                         | Carlos Betancur         | Rui Alberto Costa       | Arthur Vichot           |
| 2015                                                         | Richie Porte            | Michał Kwiatkowski      | Simon Špilak            |
| 2016                                                         | Geraint Thomas          | Alberto Contador        | Richie Porte            |
| 2017                                                         | Sergio Luis Henao       | Alberto Contador        | Daniel Martin           |
| 2018                                                         | Marc Soler              | Simon Yates             | Gorka Izagirre          |
| 2019                                                         | Egan Bernal             | Nairo Quintana          | Michał Kwiatkowski      |
| 2020                                                         | Maximilian Schachmann   | Tiesj Benoot            | Sergio Higuita          |
| 2021                                                         | Maximilian Schachmann   | Aleksandr Vlásov        | Ion Izagirre            |
| 2022                                                         | Primož Roglič           | Simon Yates             | Daniel Felipe Martínez  |
| 2023                                                         | Tadej Pogačar           | David Gaudu             | Jonas Vingegaard        |
| 2024                                                         | Matteo Jorgenson        | Remco Evenepoel         | Brandon McNulty         |
| 2025                                                         | Matteo Jorgenson        | Florian Lipowitz        | Thymen Arensman         |

## Palmarés por países
Hasta la edición 2025.
| País            | Victorias | 2.º lugar | 3.º lugar | Total | Último vencedor               |
| --------------- | --------- | --------- | --------- | ----- | ----------------------------- |
| Francia         | 21        | 27        | 23        | 71    | Laurent Jalabert en 1997      |
| Bélgica         | 14        | 10        | 14        | 38    | Frank Vandenbroucke en 1998   |
| Irlanda         | 8         | 4         | 1         | 13    | Sean Kelly en 1988            |
| España          | 6         | 8         | 14        | 28    | Marc Soler en 2018            |
| Países Bajos    | 6         | 5         | 9         | 20    | Michael Boogerd en 1999       |
| Alemania        | 6         | 4         | 2         | 12    | Maximilian Schachmann en 2021 |
| Estados Unidos  | 4         | 2         | 3         | 9     | Matteo Jorgenson en 2025      |
| Suiza           | 3         | 6         | 1         | 10    | Tony Rominger en 1994         |
| Italia          | 3         | 5         | 4         | 12    | Davide Rebellin en 2008       |
| Reino Unido     | 3         | 3         | 2         | 8     | Geraint Thomas en 2016        |
| Colombia        | 3         | 1         | 3         | 7     | Egan Bernal en 2019           |
| Kazajistán      | 2         | -         | -         | 2     | Aleksandr Vinokúrov en 2003   |
| Australia       | 2         | -         | 1         | 3     | Richie Porte en 2015          |
| Eslovenia       | 2         | -         | 1         | 3     | Tadej Pogačar en 2023         |
| Rusia           | -         | 2         | 1         | 3     |                               |
| Suecia          | -         | 2         | -         | 2     |                               |
| Polonia         | -         | 1         | 1         | 2     |                               |
| Lituania        | -         | 1         | -         | 1     |                               |
| Luxemburgo      | -         | 1         | -         | 1     |                               |
| Portugal        | -         | 1         | -         | 1     |                               |
| Ucrania         | -         | -         | 1         | 1     |                               |
| República Checa | -         | -         | 1         | 1     |                               |
| Dinamarca       | -         | -         | 1         | 1     |                               |
| Total           | 83        | 83        | 83        | 249   |                               |

En negrilla corredores activos.

## Estadísticas

### Más victorias
| Ciclista              | Victorias | Años                                     |
| --------------------- | --------- | ---------------------------------------- |
| Sean Kelly            | 7         | 1982, 1983, 1984, 1985, 1986, 1987, 1988 |
| Jacques Anquetil      | 5         | 1957, 1961, 1963, 1965, 1966             |
| Eddy Merckx           | 3         | 1969, 1970, 1971                         |
| Laurent Jalabert      | 3         | 1995, 1996, 1997                         |
| Joop Zoetemelk        | 3         | 1974, 1975, 1979                         |
| Maurice Archambaud    | 2         | 1936, 1939                               |
| Alfred De Bruyne      | 2         | 1956, 1958                               |
| Raymond Impanis       | 2         | 1954, 1960                               |
| Raymond Poulidor      | 2         | 1972, 1973                               |
| Miguel Induráin       | 2         | 1989, 1990                               |
| Toni Rominger         | 2         | 1991, 1994                               |
| Aleksandr Vinokúrov   | 2         | 2002, 2003                               |
| Alberto Contador      | 2         | 2007, 2010                               |
| Richie Porte          | 2         | 2013, 2015                               |
| Maximilian Schachmann | 2         | 2020, 2021                               |
| Matteo Jorgenson      | 2         | 2024, 2025                               |

- En negrilla corredores activos.

### Victorias consecutivas
- Siete victorias seguidas:
  -  Sean Kelly (1982, 1983, 1984, 1985, 1986, 1987, 1988)

- Tres victorias seguidas:
  -  Eddy Merckx (1969, 1970, 1971)
  -  Laurent Jalabert (1995, 1996, 1997)

- Dos victorias seguidas:
  -  Jacques Anquetil (1965, 1966)
  -  Raymond Poulidor (1972, 1973)
  -  Joop Zoetemelk (1974, 1975)
  -  Miguel Induráin (1989, 1990)
  -  Aleksandr Vinokúrov (2002, 2003)
  -  Maximilian Schachmann (2020, 2021)
  -  Matteo Jorgenson (2024, 2025)

### Victorias de etapa
- Actualizado a edición 2025.

Estos son los ciclistas que han ganado cinco o más etapas:
| Ciclista         | Etapas |
| ---------------- | ------ |
| Eddy Merckx      | 21     |
| Sean Kelly       | 14     |
| Freddy Maertens  | 12     |
| Rik Van Looy     | 11     |
| Eric Leman       | 10     |
| Rudi Altig       | 9      |
| Jacques Anquetil | 8      |
| Gerrie Knetemann | 8      |
| Mario Cipollini  | 8      |
| Louison Bobet    | 7      |

| Ciclista          | Etapas |
| ----------------- | ------ |
| Tom Steels        | 7      |
| Laurent Jalabert  | 7      |
| Joop Zoetemelk    | 6      |
| Eddy Planckaert   | 6      |
| Tony Rominger     | 6      |
| Tom Boonen        | 6      |
| André Darrigade   | 5      |
| Willy Vannitsen   | 5      |
| Jacques Esclassan | 5      |
| Rik van Linden    | 5      |

| Ciclista             | Etapas |
| -------------------- | ------ |
| Stephen Roche        | 5      |
| Alexandre Vinokourov | 5      |
| Alberto Contador     | 5      |
| Richie Porte         | 5      |
| Sam Bennett          | 5      |

En negrilla corredores activos.